# (671593) 2014 NT86
(671593) 2014 NT86 est un objet transneptunien du groupe des plutinos.